# Chinatown (Filadelfia)
El Chinatown de Filadelfia (Chino simplificado: 费城 华埠, Chino tradicional: 费城 华埠, Pinyin: Feicheng Huabu) es un gran barrio predominantemente asiático situado en el distrito del centro de la ciudad.

## Monumentos históricos

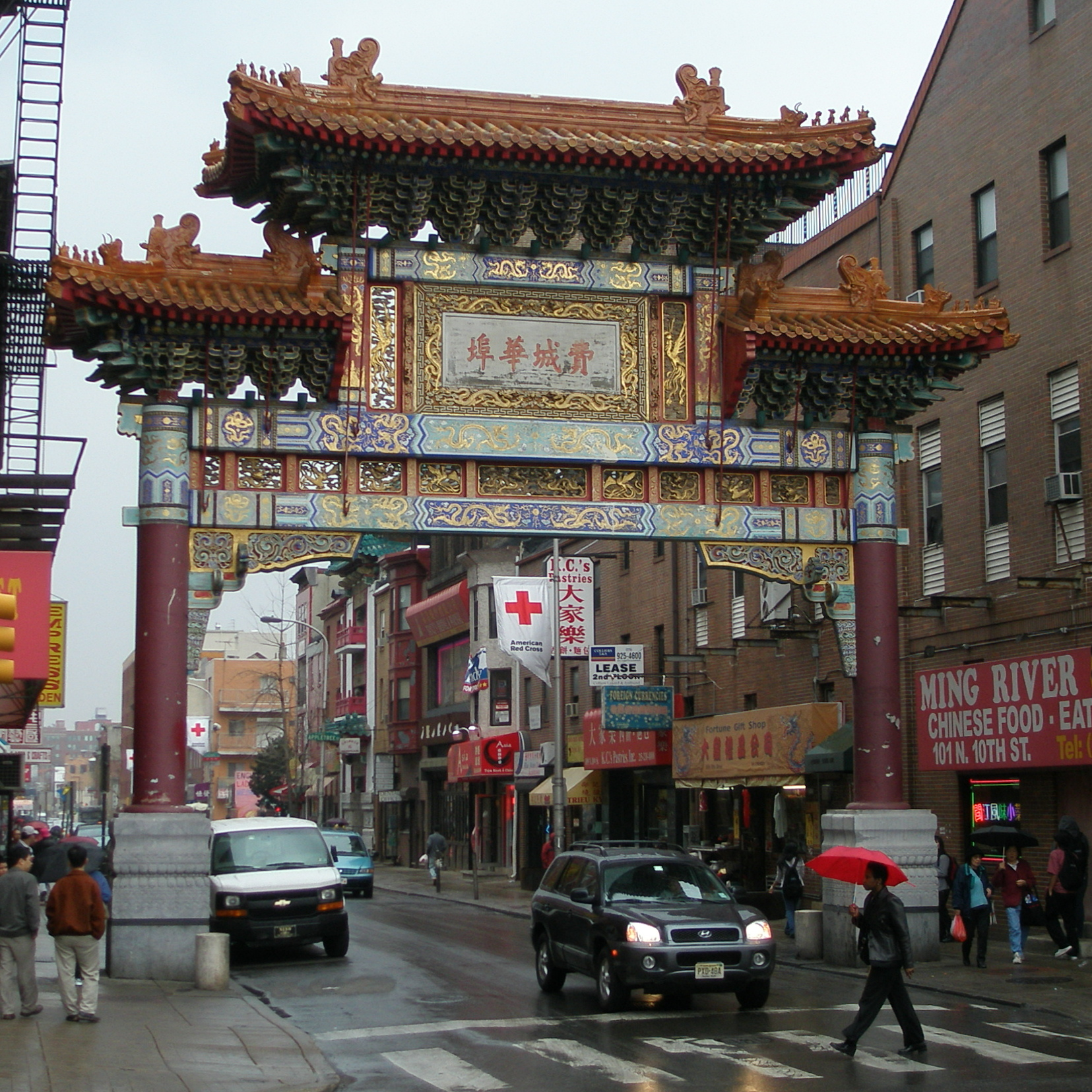
Puerta de China, vista desde el sur

La Puerta de la Amistad de Chinatown, ubicado en las calles 10 y Arco, es conocido internacionalmente como un punto de referencia y un símbolo del intercambio cultural y la amistad entre Filadelfia y su ciudad de hermana de Tianjín, China. La puerta es parte del Acuerdo de puerto firmado en Tianjin, China el 11 de noviembre de 1982. Fue encargado por el Departamento de Comercio y el Departamento de Hacienda Pública y se terminó en el invierno de 1983-1984. La puerta se dedicó el 31 de enero de 1984.

## Atracciones de Culinarias
Chinatown tiene un gran número de restaurantes de cocina oriental y sudoriental. El barrio cuenta con decenas de Hong Kong al estilo de los cafés de panadería. Además, hay restaurantes que sirven cantonés, Fujianese, Norte, Sichuan y cocina taiwanesa. Numerosos restaurantes en Chinatown también incluyen otras cocinas asiáticas en Filadelfia: como  birmana,  japonés, malasio,  tailandés y  vietnamita.

## Transporte
Estación de Chinatown es parte del Broad-Ridge Spur de SEPTA. Se encuentra La estación en las calles de 8 º y Vine. Además, la estación de Market East  está a una cuadra sur del Chinatown en las calles de 10º y Filbert. También, SEPTA  opera servicios  de autobús en la zona cada día.

## Educación

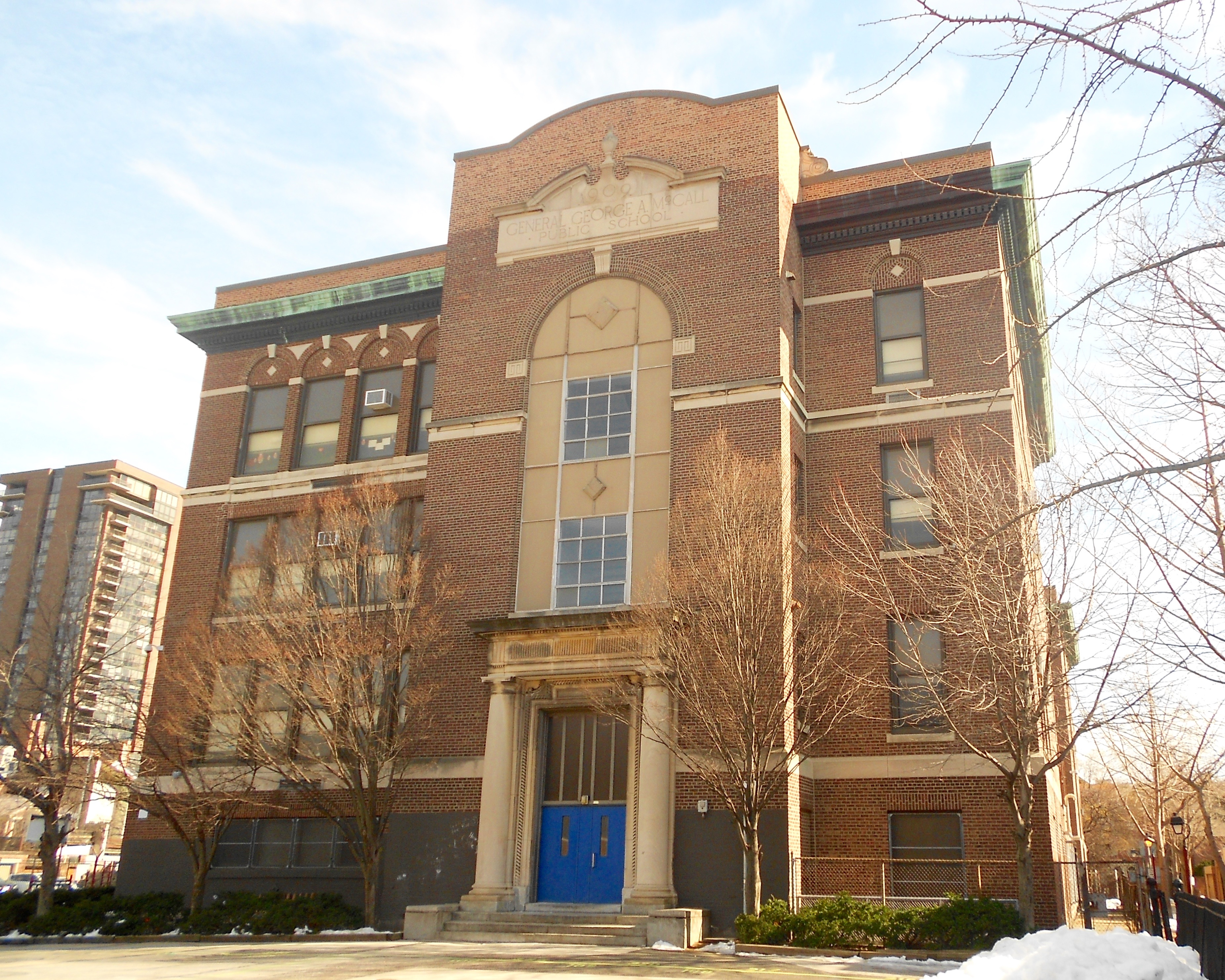
Escuela General George A. McCall

El Distrito Escolar de Filadelfia gestiona escuelas que sirven a Chinatown, incluyendo la Escuela General George A. McCall (grados K a 8),, en Society Hill.